# Caterina Alessandra
Caterina Alessandra (* um 1772; † unbekannt) war eine italienische Komponistin. Sie komponierte Lieder. Die Library of Congress führt das Werk (Liederbuch) Se viver non posso von Caterina Alessandra.
Caterina Alessandra wird in vielen Musiklexika mit der Benediktinerin und Komponistin Caterina Assandra (* um 1590 in Pavia; † nach 1618), die sakrale Motetten komponierte, verwechselt. Beispielsweise beschreibt die spanischsprachige Gran Enciclopedia de la Música Clásica unter dem Lemma „Alessandra, Caterina“ die Komponistin „Caterina Assandra“. In der katalanischsprachigen Wikipedia führte dies temporär zur inhaltlichen Doppelung des Artikels Caterina Assandra unter den beiden angegebenen Lemmata. In der deutschsprachigen Wikipedia wurde „Caterina Alessandra“ fälschlicherweise in der Liste der Barockkomponisten (mit den Lebensdaten von „Caterina Assandra“) geführt. Aaron I. Cohen wie auch die Library of Congress weisen auf diese häufig vorkommende Personenverwechslung in der Musikliteratur hin.